# Arghan
Arghan (en àrab, Hargha o Arghen) és una tribu amaziga. Eren una facció de la confederació Masmuda de les set (Arghan, Hintata, Tinmellel, Gedmiwa, Genfisa, Urika i Hazraga) que van abraçar la causa del mahdí Ibn Tumart, que era originari de la tribu arghan i havia establert un ribat a Igiliz. No es coneix el seu territori orifinal. A causa d'aquest reconeixement els almoràvits els van atacar sense èxit (1122); després d'un segon atac a Igiliz (1123) Ibn Tumart va abandonar el seu ribat i es va instal·lar a Tinmellel (Tinmel) que va esdevenir la capital del moviment almohade (1124). Abd-al-Mumin ibn Alí, el principal company del mahdí, fou agregat a la tribu. A la mort del mahdí la tribu va caure en l'oblit i a principis del segle XX eren un grup petit i sense importància.